# Northern Rock

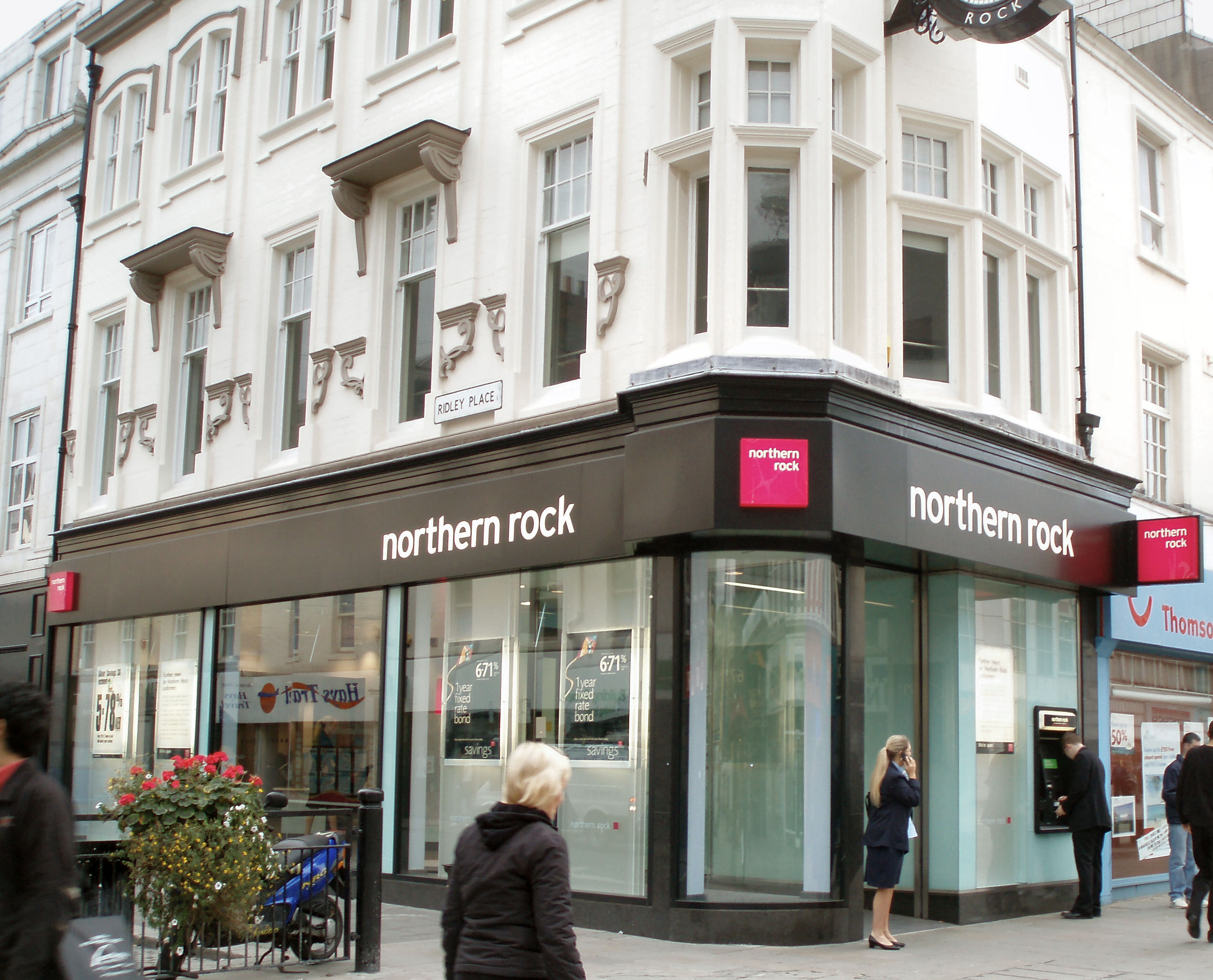
Oficina de Northern Rock en Newcastle upon Tyne.

Northern Rock es un banco británico, actualmente propiedad de Virgin Money. Tiene su sede en Newcastle-upon-Tyne, en el Noreste de Inglaterra.
El banco fue fundado en 1997 a partir de la antigua Northern Rock Building Society y la sociedad salió a la Bolsa de Londres, distribuyendo las acciones sociales entre los titulares de las cuentas de ahorro e hipotecas. En el año 2000, Northern Rock comenzó a cotizar en el selecto índice bursátil FTSE 100, pero regresó de nuevo a cotizar en el FTSE 250 en diciembre de 2007 y, posteriormente, su cotización fue suspendida tras el proceso de nacionalización de la entidad.
Northern Rock Building Society se creó en 1965 como resultado de la fusión de Northern Counties Permanent Building Society (creada en 1850) y Rock Building Society (creada en 1865). Durante los 30 años que siguieron, Northern Rock se expandió mediante la adquisición de 53 building societies (bancos hipotecarios) más pequeñas, sobre todo la North of England Building Society en 1994. Junto con muchas otras building societies del Reino Unido en el decenio de 1990, eligió desmutualizarse y cotizar en la bolsa de valores a fin de poder ampliar su negocio mejor.
El 14 de septiembre de 2007, el banco solicitó y recibió apoyo de liquidez por el Banco de Inglaterra, a raíz de problemas en los mercados de crédito provocados por la crisis de las hipotecas subprime en los Estados Unidos.
El 22 de febrero de 2008, el banco fue nacionalizado ante la incapacidad de responder a sus ahorradores y por el riesgo de quiebra. La nacionalización se produjo después de dos intentos fallidos de adquisición del mismo por otras entidades financieras. El gobierno británico nombró presidente de la entidad a Ron Sandler.
A finales de 2009 el banco fue dividido en dos nuevas entidades: Northern Rock plc y  Northern Rock (Asset Management) plc (Northern Rock (Gestión de Activos) plc). La segunda es lo que se conoce como un banco malo y agrupa los activos no rentables, como las hipotecas basura y otros negocios similares, con el fin de proceder a su saneamiento.
Ambas entidades continúan bajo control público.